# Radîvanivka, Kameanka
Radîvanivka (în ucraineană Радиванівка) este localitatea de reședință a comunei Radîvanivka din raionul Kameanka, regiunea Cerkasî, Ucraina.

## Demografie
Componența lingvistică a localității Radîvanivka
     Ucraineană (98,09%)
     Rusă (1,72%)
Conform recensământului din 2001, majoritatea populației localității Radîvanivka era vorbitoare de ucraineană (98,09%), existând în minoritate și vorbitori de rusă (1,72%).